# Straubing Tigers
Straubing Tigers je německý klub ledního hokeje, který sídlí v bavorském městě Straubing. Založen byl v roce 1941 pod názvem Bann Straubing. Svůj současný název nese od roku 2002. Od sezóny 2006/07 působí v Deutsche Eishockey Lize, německé nejvyšší soutěži ledního hokeje. Klubové barvy jsou modrá a bílá.
Své domácí zápasy odehrává v Eisstadionu am Pulverturm s kapacitou 5 817 diváků.

## Historické názvy
Zdroj: 
- 1941 – Bann Straubing
- 1943 – zánik
- 1947 – obnovena činnost pod názvem TSV Straubing (Turn- und Sportverein Straubing)
- 1981 – EHC Straubing (Eishockeyclub Straubing)
- 2002 – Straubing Tigers

## Přehled ligové účasti
Stručný přehled
Zdroj: 
- 1961–1964: Eishockey-Landesliga Bayern (5. ligová úroveň v Německu)
- 1964–1965: Eishockey-Kreisliga Bayern (6. ligová úroveň v Německu)
- 1965–1968: Eishockey-Landesliga Bayern (5. ligová úroveň v Německu)
- 1968–1970: Eishockey-Bayernliga (4. ligová úroveň v Německu)
- 1970–1971: Eishockey-Regionalliga Süd (3. ligová úroveň v Německu)
- 1971–1973: Eishockey-Oberliga (2. ligová úroveň v Německu)
- 1973–1975: Eishockey-Oberliga Süd (3. ligová úroveň v Německu)
- 1975–1983: 2. Eishockey-Bundesliga (2. ligová úroveň v Německu)
- 1983–1984: Eishockey-Bayernliga (5. ligová úroveň v Německu)
- 1984–1987: Eishockey-Regionalliga Süd (4. ligová úroveň v Německu)
- 1987–1990: Eishockey-Oberliga Süd (3. ligová úroveň v Německu)
- 1990–1992: Eishockey-Regionalliga Süd (4. ligová úroveň v Německu)
- 1992–1994: Eishockey-Oberliga Süd (3. ligová úroveň v Německu)
- 1994–1997: 1. Eishockey-Liga Süd (2. ligová úroveň v Německu)
- 1997–1998: 2. Eishockey-Liga (3. ligová úroveň v Německu)
- 1998–1999: 1. Eishockey-Liga Süd (3. ligová úroveň v Německu)
- 1999–2000: Eishockey-Oberliga Süd (3. ligová úroveň v Německu)
- 2000–2006: 2. Eishockey-Bundesliga (2. ligová úroveň v Německu)
- 2006– : Deutsche Eishockey Liga (1. ligová úroveň v Německu)

Jednotlivé ročníky
Zdroj: 
Legenda: ZČ - základní část, červené podbarvení - sestup, zelené podbarvení - postup, fialové podbarvení - reorganizace, změna skupiny či soutěže
| Německo (1961 – ) |                         |           |                  |                                                                                   |                                                                                   |                                                                                   |
| Sezóny            | Soutěž                  | Úroveň    | ZČ               | Play-off                                                                          | Poznámky                                                                          |                                                                                   |
| 1961/62           | Landesliga Bayern       | 5. úroveň | ?. místo         |                                                                                   |                                                                                   |                                                                                   |
| 1962/63           | Landesliga Bayern       | 5. úroveň | ?. místo         |                                                                                   |                                                                                   |                                                                                   |
| 1963/64           | Landesliga Bayern       | 5. úroveň | ?. místo         |                                                                                   | Sestup                                                                            |                                                                                   |
| 1964/65           | Kreisliga Bayern        | 6. úroveň | ?. místo         |                                                                                   | Postup                                                                            |                                                                                   |
| 1965/66           | Landesliga Bayern       | 5. úroveň | ?. místo         |                                                                                   |                                                                                   |                                                                                   |
| 1966/67           | Landesliga Bayern       | 5. úroveň | ?. místo         |                                                                                   |                                                                                   |                                                                                   |
| 1967/68           | Landesliga Bayern       | 5. úroveň | ?. místo         |                                                                                   | Postup                                                                            |                                                                                   |
| 1968/69           | Bayernliga              | 4. úroveň | ?. místo         |                                                                                   |                                                                                   |                                                                                   |
| 1969/70           | Bayernliga              | 4. úroveň | ?. místo         |                                                                                   | Postup                                                                            |                                                                                   |
| 1970/71           | Regionalliga Süd        | 3. úroveň | 1. místo         | Finálová skupina (2. místo)                                                       | Postup                                                                            |                                                                                   |
| 1971/72           | Oberliga                | 2. úroveň | 11. místo        |                                                                                   |                                                                                   |                                                                                   |
| 1972/73           | Oberliga                | 2. úroveň | 10. místo        |                                                                                   | Reorganizace                                                                      |                                                                                   |
| 1973/74           | Oberliga Süd            | 3. úroveň | 2. místo         | Finálová skupina (3. místo)                                                       |                                                                                   |                                                                                   |
| 1974/75           | Oberliga Süd            | 3. úroveň | 2. místo         | Vítěz                                                                             | Postup                                                                            |                                                                                   |
| 1975/76           | 2. Bundesliga           | 2. úroveň | 10. místo        |                                                                                   |                                                                                   |                                                                                   |
| 1976/77           | 2. Bundesliga           | 2. úroveň | 7. místo         | Skupina o udržení (1. místo)                                                      |                                                                                   |                                                                                   |
| 1977/78           | 2. Bundesliga           | 2. úroveň | 7. místo         | Skupina o udržení (1. místo)                                                      |                                                                                   |                                                                                   |
| 1978/79           | 2. Bundesliga           | 2. úroveň | 4. místo         |                                                                                   |                                                                                   |                                                                                   |
| 1979/80           | 2. Bundesliga           | 2. úroveň | 4. místo         |                                                                                   |                                                                                   |                                                                                   |
| 1980/81           | 2. Bundesliga           | 2. úroveň | 4. místo         |                                                                                   |                                                                                   |                                                                                   |
| 1981/82           | 2. Bundesliga Süd       | 2. úroveň | 6. místo         | Baráž o 2. Bundesligu Süd (3. místo)                                              |                                                                                   |                                                                                   |
| 1982/83           | 2. Bundesliga           | 2. úroveň | 7. místo         |                                                                                   | Odstoupení                                                                        |                                                                                   |
| 1983/84           | Bayernliga              | 5. úroveň | ?. místo         |                                                                                   | Postup                                                                            |                                                                                   |
| 1984/85           | Regionalliga Süd        | 4. úroveň | 3. místo         | Baráž o Oberligu Süd, sk. A (5. místo)                                            |                                                                                   |                                                                                   |
| 1985/86           | Regionalliga Süd        | 4. úroveň | 6. místo         | Baráž o Oberligu Süd, sk. B (3. místo)                                            |                                                                                   |                                                                                   |
| 1986/87           | Regionalliga Süd        | 4. úroveň | 1. místo         | Baráž o Oberligu Süd, sk. B (3. místo)                                            | Postup                                                                            |                                                                                   |
| 1987/88           | Oberliga Süd            | 3. úroveň | 15. místo        | Baráž o Oberligu Süd, sk. B (2. místo)                                            |                                                                                   |                                                                                   |
| 1988/89           | Oberliga Süd            | 3. úroveň | 13. místo        | Baráž o Oberligu Süd, sk. A (5. místo)                                            |                                                                                   |                                                                                   |
| 1989/90           | Oberliga Süd            | 3. úroveň | 11. místo        | Play-out (prohra)                                                                 | Sestup                                                                            |                                                                                   |
| 1990/91           | Regionalliga Süd        | 4. úroveň | 2. místo         | Baráž o Oberligu Süd, sk. B (5. místo)                                            |                                                                                   |                                                                                   |
| 1991/92           | Regionalliga Süd        | 4. úroveň | 1. místo         | Baráž o Oberligu Süd, sk. A (2. místo)                                            | Postup                                                                            |                                                                                   |
| 1992/93           | Oberliga Süd            | 3. úroveň | 9. místo         | Baráž o Oberligu Süd, sk. A (2. místo)                                            |                                                                                   |                                                                                   |
| 1993/94           | Oberliga Süd            | 3. úroveň | 6. místo         | Čtvrtfinále                                                                       | Reorganizace                                                                      |                                                                                   |
| 1994/95           | 1. Eishockey-Liga Süd   | 2. úroveň | 6. místo         | Osmifinále                                                                        |                                                                                   |                                                                                   |
| 1995/96           | 1. Eishockey-Liga Süd   | 2. úroveň | 6. místo         | Čtvrtfinále                                                                       |                                                                                   |                                                                                   |
| 1996/97           | 1. Eishockey-Liga Süd   | 2. úroveň | 14. místo        | Play-out, 3. kolo (prohra)                                                        | Sestup                                                                            |                                                                                   |
| 1997/98           | 2. Eishockey-Liga       | 3. úroveň | 3. místo         | Baráž o 1. Ligu Süd, sk. B (6. místo)                                             | Reorganizace                                                                      |                                                                                   |
| 1998/99           | 1. Eishockey-Liga Süd   | 3. úroveň | 10. místo        | Baráž o 1. Ligu Süd, sk. B (3. místo)                                             | Reorganizace                                                                      |                                                                                   |
| 1999/00           | Oberliga Süd            | 3. úroveň | 3. místo         | Finálová skupina (1. místo)                                                       | Postup                                                                            |                                                                                   |
| 2000/01           | 2. Bundesliga           | 2. úroveň | 10. místo        | Play-out (výhra)                                                                  |                                                                                   |                                                                                   |
| 2001/02           | 2. Bundesliga           | 2. úroveň | 9. místo         | Skupina o udržení (1. místo)                                                      |                                                                                   |                                                                                   |
| 2002/03           | 2. Bundesliga           | 2. úroveň | 8. místo         | Čtvrtfinále                                                                       |                                                                                   |                                                                                   |
| 2003/04           | 2. Bundesliga           | 2. úroveň | 3. místo         | Čtvrtfinále                                                                       |                                                                                   |                                                                                   |
| 2004/05           | 2. Bundesliga           | 2. úroveň | 1. místo         | Finále                                                                            |                                                                                   |                                                                                   |
| 2005/06           | 2. Bundesliga           | 2. úroveň | 5. místo         | Vítěz                                                                             | Postup                                                                            |                                                                                   |
| 2006/07           | Deutsche Eishockey Liga | 1. úroveň | 12. místo        | Ne                                                                                |                                                                                   |                                                                                   |
| 2007/08           | Deutsche Eishockey Liga | 1. úroveň | 14. místo        | Ne                                                                                |                                                                                   |                                                                                   |
| 2008/09           | Deutsche Eishockey Liga | 1. úroveň | 13. místo        | Ne                                                                                |                                                                                   |                                                                                   |
| 2009/10           | Deutsche Eishockey Liga | 1. úroveň | 13. místo        | Ne                                                                                |                                                                                   |                                                                                   |
| 2010/11           | Deutsche Eishockey Liga | 1. úroveň | 13. místo        | Ne                                                                                |                                                                                   |                                                                                   |
| 2011/12           | Deutsche Eishockey Liga | 1. úroveň | 6. místo         | Semifinále Prohra s Eisbären Berlín 1 : 3                                         |                                                                                   |                                                                                   |
| 2012/13           | Deutsche Eishockey Liga | 1. úroveň | 9. místo         | Čtvrtfinále Prohra s Kölner Haie 1 : 4                                            |                                                                                   |                                                                                   |
| 2013/14           | Deutsche Eishockey Liga | 1. úroveň | 12. místo        | Ne                                                                                |                                                                                   |                                                                                   |
| 2014/15           | Deutsche Eishockey Liga | 1. úroveň | 13. místo        | Ne                                                                                |                                                                                   |                                                                                   |
| 2015/16           | Deutsche Eishockey Liga | 1. úroveň | 9. místo         | Čtvrtfinále Prohra s EHC Red Bull München 1 : 4                                   |                                                                                   |                                                                                   |
| 2016/17           | Deutsche Eishockey Liga | 1. úroveň | 9. místo         | Předkolo Prohra s Eisbären Berlín 0 : 2                                           |                                                                                   |                                                                                   |
| 2017/18           | Deutsche Eishockey Liga | 1. úroveň | 13. místo        | Ne                                                                                |                                                                                   |                                                                                   |
| 2018/19           | Deutsche Eishockey Liga | 1. úroveň | 8. místo         | Předkolo Prohra s Fischtown Pinguins 0 : 2                                        |                                                                                   |                                                                                   |
| 2019/20           | Deutsche Eishockey Liga | 1. úroveň | Bronzová medaile | Ročník zrušen po odehrání základní části z důvodu epidemie koronaviru SARS-CoV-2. | Ročník zrušen po odehrání základní části z důvodu epidemie koronaviru SARS-CoV-2. | Ročník zrušen po odehrání základní části z důvodu epidemie koronaviru SARS-CoV-2. |
| 2020/21           | Deutsche Eishockey Liga | 1. úroveň |                  | Čtvrtfinále Prohra s Adler Mannheim 1 : 2                                         |                                                                                   |                                                                                   |
| 2021/22           | Deutsche Eishockey Liga | 1. úroveň | 4. místo         | Čtvrtfinále Prohra s Adler Mannheim 1 : 3                                         |                                                                                   |                                                                                   |
| 2022/23           | Deutsche Eishockey Liga | 1. úroveň | 4. místo         | Čtvrtfinále Prohra s Grizzlys Wolfsburg 3 : 4                                     |                                                                                   |                                                                                   |
| 2023/24           | Deutsche Eishockey Liga | 1. úroveň | Bronzová medaile | Semifinále Prohra s Eisbären Berlín 1 : 4                                         |                                                                                   |                                                                                   |